# Almost a Honeymoon (pjäs)
Almost a Honeymoon är en teaterfars från 1930 av Walter W. Ellis. Den hade premiär på Garrick Theatre i London och spelade sedan på Apollo Theatre. Huvudrollen är en ung man som precis fått en lukrativ tjänst i den brittiska kolonialadministrationen, men tjänsten kräver att han är gift och han har bara en dag på sig att hitta en hustru.

## Filmatiseringar
Pjäsen har filmatiserats två gånger, dels 1930 i regi av Monty Banks och med Clifford Mollison och Dodo Watts i huvudrollerna, dels 1938 i regi av Norman Lee med Tommy Trinder och Linden Travers.